# Sting
Gordon Matthew Thomas Sumner, CBE (* 2. října 1951), známý spíš pod svým uměleckým jménem Sting, je anglický hudebník a občasný herec z Newcastle upon Tyne. Než se v roce 1985 vydal na sólovou dráhu, byl hlavním zpěvákem, skladatelem, a baskytaristou rockové skupiny sedmdesátých až osmdesátých let The Police.
Hrál také postavu Feyda-Rauthy Harkonnena ve filmu Duna Davida Lynche. Pod názvem Broken music vydal Sting vlastní biografii (v českém překladu vyšla v r. 2004 v nakladatelství Albatros).

## Diskografie

### Studiová alba
- The Dream of the Blue Turtles (1985)
- ...Nothing Like the Sun (1987)
- The Soul Cages (1991)
- Ten Summoner's Tales (1993)
- Mercury Falling (1996)
- Brand New Day (1999)
- Sacred Love (2003)
- Songs from the Labyrinth (2006)
- If on a Winter's Night... (2009)
- Symphonicities (2010)
- The Last Ship (2013)
- 57th & 9th (2016)
- 44/876 (2018)
- My Songs (2019)
- The Bridge (2021)

### Koncertní alba
- Bring on the Night (1986)
- Acoustic Live in Newcastle (1991)
- ...All This Time (2001)
- The Journey and the Labyrinth (2007)
- Live in Berlin (2010)
- My Songs: Live (2019)
- STING 3.0 Live (2025)

### Kompilační alba
- Fields of Gold: The Best of Sting 1984–1994 (1994)
- The Very Best of Sting & The Police (1997)
- At the Movies (1999)
- Brand New Day: The Remixes (2000)
- Songs of Love (2003)
- 25 Years (2011)
- The Best of 25 Years (2011)

### EPs
- Nada como el sol (1988)
- Demolition Man (1993)
- Five Live (1994)
- Live at TFI Friday EP (1996)
- Still Be Love in the World (2001)

## Singly
- 1992 „It's Probably Me“ (s Ericem Claptonem) #30 UK
- 1993 „If I Ever Lose My Faith in You“ #14 UK, #17 US
- 1993 „Seven Days“ #25 UK
- 1993 „Fields of Gold“ #16 UK, #23 US

Singl nezařazený na desku; soundtrack se stejným jménem
- 1993 „Demolition Man“ #21 UK

Soundtrack z filmu Tři mušketýři
- 1994 „All for Love“ (s Bryanem Adamsem a Rodem Stewartem) #2 UK, #1 US

Ten Summoner's Tales
- 1994 „Nothing 'Bout Me“ #32 UK

Fields of Gold: The Best of Sting 1984-1994
- 1994 „When We Dance“ #9 UK, #38 US
- 1995 „This Cowboy Song“ #15 UK

Soundtrack z filmu Ace Ventura: Zvířecí detektiv
- 1996 „Spirits in the Material World“ (Pato Banton feat. Sting) #36 UK

Mercury Falling
- 1996 „Let Your Soul Be Your Pilot“ #15 UK, #86 US
- 1996 „You Still Touch Me“ #27 UK, #60 US
- 1996 „I Was Brought to My Senses“ #31 UK
- 1996 „I'm So Happy I Can't Stop Crying“ #94 US

The Very Best of Sting & The Police
- 1997 „Roxanne '97“ (remix) (s The Police) #17 UK, #59 US

Brand New Day
- 1999 „Brand New Day“ #13 UK, #100 US
- 2000 „Desert Rose“ (feat. Cheb Mami) #15 UK, #17 US
- 2000 „After the Rain Has Fallen“ #31 UK

Slicker Than Your Average (Craig David)
- 2003 „Rise & Fall“ (Craig David feat. Sting) #2 UK

Sacred Love
- 2003 „Send Your Love“ #30 UK
- 2003 „Whenever I Say Your Name (ft. Mary J. Blidge)“ #60 UK
- 2004 „Stolen Car (Take Me Dancing)“ #60 UK

Soundtrack z filmu Racing Stripes
- 2005 „Taking the Inside Rail“ #? US, #? UK